# Bkav (công ty)
Công ty Cổ phần BKAV là một công ty công nghệ hoạt động trong các lĩnh vực an ninh mạng, chuyển đổi số, phần mềm, chính phủ điện tử, sản xuất điện thoại thông minh và các thiết bị điện tử thông minh, cung cấp dịch vụ điện toán đám mây.

## Lịch sử thành lập
- Bắt đầu tháng 7 năm 1995 ra phiên bản[cần dẫn nguồn] đầu tiên, với tác giả là Nguyễn Tử Quảng cùng một số đồng nghiệp trong Trường Đại học Bách khoa Hà Nội. Những phiên bản đầu tiên của BKAV được chạy trên nền MS-DOS.
- Tháng 11 năm 2001 – phiên bản BKAV 2002 chạy trực tiếp trên nền Microsoft Windows được ra đời.
- Năm 2005 – BKAV tách mảng ra thành 5 phiên bản gồm có BKAV Home, BKAV Pro, BKAV Mobile, BKAV Enterprise, BKAV Gateway Scan.
- Ngày 26 tháng 5 năm 2015 – BKAV chính thức giới thiệu chiếc điện thoại thông minh Bphone đầu tiên và được tích hợp sẵn ứng dụng BKAV Mobile Security bản quyền.

## Sản phẩm

### BKAV
BKAV là một phần mềm diệt virus. Ngoài ra, đây còn là sản phẩm đầu tiên của công ty. Hiện tại, phần mềm đang được phát hành với các phiên bản khác nhau: BKAV Home, BKAV Pro, BMS và BKAV MacOS.

### Bphone
Là dòng điện thoại thông minh của công ty, được ra mắt lần đầu vào năm 2015.

### AirB
Dòng tai nghe bluetooth của công ty, được ra mắt lần đầu vào năm 2021.

### Smarthome
Nhà thông minh Cao cấp cho Biệt thự, Lâu đài

### AI View Camera
Camera tích hợp trí tuệ nhân tạo AI đầu tiên trên thế giới, dễ dàng ứng dụng trong cuộc sống

## Các vấn đề khác

### 2008:

#### Phát hiện lỗ hổng Google, Microsoft
- Ngày 10 tháng 9 năm 2008, Google, Microsoft đã xác nhận các lỗ hổng do Bkav phát hiện. Lỗ hổng này được Microsoft, Google đánh giá có mức độ nguy hiểm cao nhất.[1]

#### Bị tấn công DDoS
- Ngày 8 tháng 10 năm 2008, website của BKAV bị tấn công DDoS.[2]
- Thủ phạm tấn công DDoS BKAV sau đó đã bị bắt. [3]

### 2009:

#### Công bố lỗ hổng trong công nghệ nhận dạng khuôn mặt trên máy tính xách tay tại Mỹ[4]
- Tại hội thảo Black Hat diễn ra tại Mỹ, bằng một số thao tác kỹ thuật, BKAV đã vượt qua được tính năng bảo vệ bằng công nghệ nhận dạng khuôn mặt, lần lượt đăng nhập thành công vào máy tính xách tay Asus, Lenovo, Toshiba. [5]

#### Công bố vụ tấn công website Mỹ, Hàn Quốc
- BKIS là tiêu điểm của tranh luận [6] trong việc công bố phát hiện nguồn gốc[7] vụ tấn công website của Mỹ, Hàn Quốc vào tháng 7 năm 2009[8]. Theo đó vào ngày 28 tháng 7, Bộ Thông tin và Truyền thông Việt Nam đã kết luận cả BKIS và VNCERT đều thiếu sót[9][10].

### 2012

#### Bị tin tặc xâm nhập
- Sáng 2 tháng 2 năm 2012, tin tặc đã upload vào hệ thống website của Công ty an ninh mạng BKAV, để lại một file có nội dung "hacked:))" trên trang WebScan.vn, một nhánh con của website bkav.com.vn. Hành động của tin tặc này không gây nguy hại cho BKAV và dường như tin tặc chỉ muốn cảnh báo cho BKIS. Tuy nhiên việc làm của anh ta đã vi phạm pháp luật.[11] Sáng ngày 3 tháng 2 năm 2012, Công ty BKAV đã trao thưởng cho thành viên kataro92 trên diễn đàn BKAV Forum, người đầu tiên phát hiện và thông báo cho BKAV về sự việc.[12]
- Ngày 13 tháng 2 năm 2012, một nhóm tin tặc tự nhận là "LulzSec Việt Nam" đã tấn công máy chủ của BKAV và đã lấy đi cơ sở dữ liệu quan trọng và đăng tải công khai cả cơ sở dữ liệu. tin tặc sau khi tấn công đã để lại lý do tấn công BKAV "vì mục đích đòi lại sự công bằng cho một tin tặc sau khi đã bị họ bắt giữ" [13].
- Ngày 24 tháng 2 năm 2012, tin tặc công bố hàng loạt 8 lỗi bảo mật trong hệ thống website của công ty này, đồng thời yêu cầu BKAV phải "cư xử đẹp" hơn. Đây cho thấy sự yếu kém của BKIS trong việc bảo mật chính server của mình.[14], nhưng sau đó không lâu, Cục phó Cục Cảnh sát phòng chống tội phạm công nghệ cao (C50 - Bộ Công an) đã lên tiếng cho rằng lỗi bảo mật của BKAV là hoàn toàn bịa đặt[15].
- Ngày 8 tháng 3 năm 2012, tin tặc tiếp tục công bố các gói dữ liệu đã lấy được. Tất cả các dữ liệu đều rất nhạy cảm như thông tin về kế hoạch kinh doanh bẩn của công ty, các email và mật khẩu đã bị mã hóa MD5 của người đăng ký diễn đàn BKAV Forum (chứ không phải thông tin khách hàng BKAV như một số nguồn tin), các dự án chưa được công bố của BKAV. Đến ngày 11 tháng 3 vẫn không có bình luận nào từ phía BKAV được đưa ra. Các trang diễn đàn post bài đều đã bị tác động mạnh từ Bộ Công an khiến ngay sau đó bị xóa.[16]

#### Quảng cáo sử dụng chứng chỉ VB100
- Ngày 24 tháng 9 năm 2012, BKAV bị tố gian dối sử dụng logo VB100.[17]
- Ngay sau đó, BKAV đã phản hồi lại thông tin này. BKAV đã ký hợp đồng VB100 vào giữa tháng 8/2011, đến tháng 9/2012 mới hết hạn sử dụng logo VB100. Việc BKAV dùng các giải thưởng/chứng chỉ đã từng đạt để quảng bá sản phẩm là hợp lệ vì đến thời điểm tháng 9/2012 BKAV vẫn sử dụng logo VB100 trên sản phẩm và trên website của mình.[17]

#### Vụ giám đốc hai pháp nhân
- Ngày 11 tháng 11 năm 2012, Báo Pháp lý cho đăng một bài viết trong đó đặt nghi vấn về việc ông Lê Thanh Nam làm Giám đốc – đại diện trước pháp luật của công ty Cổ phần BKAV và Công ty VMG Việt Nam.[18]
- Ngày 24 tháng 11 năm 2012, Báo Pháp Luật và Xã Hội đưa tin: ông Lê Thanh Nam thừa nhận, có là giám đốc 2 pháp nhân. Ông Nam cho hay, thời điểm thành lập Công ty BKAV và Công ty VMG, luật chưa quy định vấn đề này.[19]

### 2017:

#### Tìm ra lỗ hổng của hệ thống nhận diện khuôn mặt - Face ID của iPhone X
- Ngày 27 tháng 11, Bkav công bố chế tạo thành công thêm chiếc mặt nạ mới, đánh bại Face ID theo cách các cặp sinh đôi mở khóa iPhone X. Với nghiên cứu mới này, Bkav nâng mức khuyến cáo an ninh tới tất cả người sử dụng và cho rằng Face ID không bảo đảm an ninh để sử dụng trong các giao dịch thương mại.[20]

#### Phát hiện điểm yếu của công nghệ nhận diện mống mắt trên Galaxy S8
- BKAV đã chỉ ra công nghệ nhận dạng mống mắt ứng dụng trên dòng điện thoại Samsung Galaxy S8 có thể dễ dàng bị vượt qua chỉ với một chiếc máy ảnh và một chút hồ dán nước.[21]

### 2020: Bphone tự gửi tin nhắn SMS về máy chủ
Nhiều người dùng đã phản ánh Bphone tự gửi tin nhắn SMS về máy chủ mà không rõ lý do, đồng thời tự xoá tin nhắn đã gửi khiến khách hàng bị trừ tiền oan. Phía BKAV giải thích các tin nhắn này phát sinh từ phần mềm bảo vệ điện thoại BKAV Mobile Security của Bphone. BKAV cho biết rằng việc gửi tin nhắn này nhằm giúp BKAV có thể phục vụ tính năng chống trộm trên điện thoại.

### 2021: Rò rỉ dữ liệu
- Ngày 4 tháng 8, mã nguồn các sản phẩm của BKAV bị rao bán. Ngày 6 tháng 8 BKAV xác nhận vụ việc nhưng cho biết đó "là mã nguồn cũ nên việc này không gây ảnh hưởng tới khách hàng" và xuất phát từ nhân viên cũ.[25]
- Tối 8 tháng 8, tin tặc đăng ảnh được cho là cuộc hội thoại nội bộ của các quản lí BKAV, khẳng định mình không là nhân viên cũ của BKAV và dữ liệu của mình là mới.[26] Chiều 15 tháng 8, tin tặc đăng video quá trình tấn công vào hệ thống BKAV.[27] Trong video này cho thấy các sản phẩm, thông tin nội bộ có thể bị đánh cắp và các nội dung này là các nội dung mới nhất. Việc tấn công này thông qua một lỗ hổng bảo mật nằm ở phần mở rộng mà BKAV viết thêm cho hệ thống VPN nội bộ của mình. Tin tặc cho rằng phần viết thêm này thể hiện yếu kém trong việc kiểm soát và triển khai các sản phẩm an ninh mạng.
- Cuối tháng 9, nghi vấn một trang web của BKAV làm lộ thông tin bệnh nhân mắc COVID-19.[28]

### 2022: Việc giải thể của BKAV Electronics
Tháng 5 năm 2022, BKAV Electronics - một thành viên của tập đoàn BKAV và là nhà sản xuất của dòng điện thoại Bphone giải thể. Tuy nhiên, đại diện của BKAV cho rằng công ty chỉ làm thủ tục sáp nhập BKAV Electronics với công ty mẹ và vẫn tiếp tục sản xuất dòng điện thoại Bphone.

### 2024

#### Công ty Điện tử BHS (Công ty con của BKAV) bị người lao động khởi kiện vì nợ lương
Đầu năm 2024, Đã có 3 người lao động từng làm việc tại Công ty Điện tử BHS - người đại diện pháp luật là ông Nguyễn Tử Quảng - gửi đơn khởi kiện đến Toà án Nhân dân quận Cầu Giấy, TP Hà Nội về việc bị công ty này nợ lương.
Ông Nguyễn Quang Hồng - Trưởng phòng Lao động - Thương binh và Xã hội quận Cầu Giấy, TP Hà Nội - cho biết người lao động và công ty đã có nhiều buổi hoà giải. Công ty đang trả theo tiến độ trong quý I/2024 và có văn bản cam kết. Hiện Công ty Cổ phần Điện tử BHS cũng đang nợ lương nhiều nhân viên.
BKAV đã thừa nhận nợ lương và giải thích là do đầu tư hơn 1.000 tỉ đồng cho Bphone. Đến ngày 20.3, chị Trịnh Huyền Nhi, mẹ bầu sắp sinh bị công ty của ông Nguyễn Tử Quảng nợ lương đã được công ty này trả nợ lương.

#### Công ty BHS và công ty mẹBKAVđều trong danh sách nợ bảo hiểm xã hội
Ngoài nợ lương người lao động, Công ty Cổ phần điện tử BHS còn nằm trong danh sách chậm đóng bảo hiểm cho lao động. Theo danh sách đơn vị sử dụng lao động chậm đóng bảo hiểm xã hội (BHXH), bảo hiểm y tế (BHYT), bảo hiểm thất nghiệp (BHTN) từ 1 tháng trở lên trên địa bàn thành phố Hà Nội tháng 1.2024, Công ty Cổ phần BKAV (địa chỉ tại tầng 2 tòa nhà HH1, Khu đô thị Yên Hòa, phường Yên Hòa, quận Cầu Giấy, TP Hà Nội) bị nêu tên với số tiền chậm đóng BHXH, BHYT, BHTN là 326.008.251 đồng. Đồng thời, công ty con của Công ty Cổ phần BKAV là Công ty Cổ phần Phần mềm diệt virus BKAV (BKAV Pro - địa chỉ tại tầng 3, tòa nhà HH1, Khu đô thị Yên Hòa, phường Yên Hòa, quận Cầu Giấy, TP Hà Nội) cũng được nêu tên trong danh sách của cơ quan bảo hiểm với số tiền chậm đóng là 241.687.309 đồng.

#### BKAV Pro ghi nhận khoản nợ khó đòi hơn 31 tỷ đồng tại VNDIRECT
Tài liệu từ Công ty Cổ phần Chứng khoán VNDIRECT cho thấy, doanh nghiệp có khoản phải thu khó đòi 31,5 tỉ đồng đối với Công ty CP Phần mềm Diệt virus BKAV. Đến thời điểm 31.12 năm ngoái, VNDIRECT đã phải trích lập dự phòng hơn 22 tỉ đồng đối với khoản nợ này từ BKAV Pro. Trước đó, Công ty này phải huy động 170 tỉ đồng trái phiếu để làm ăn. Tài sản đảm bảo gồm 5.443.000 cổ phần BKAV Pro thuộc sở hữu của Công ty Cổ phần BKAV và 4.900.000 cổ phần BKAV Pro thuộc sở hữu của ông Nguyễn Tử Quảng. Mục đích phát hành của BKAV Pro là để tăng quy mô vốn hoạt động phục vụ cho hoạt động đầu tư, sản xuất kinh doanh của tổ chức phát hành và các mục đích được phép khác theo quy định của pháp luật.
Trong 6 tháng đầu năm 2023, doanh nghiệp của ông Nguyễn Tử Quảng chỉ có lợi nhuận vỏn vẹn 4,4 tỷ đồng. Vốn chủ sở hữu là 207 tỷ đồng, tổng tài sản đạt hơn 521 tỷ đồng nhưng nợ phải trả lên tới 315 tỷ đồng.

#### Vấn đề quanh lô trái phiếu 170 tỉ đồng củaBKAV
Ngày 26.5.2021, BKAV Pro huy động 170 tỉ đồng trái phiếu. Lô trái phiếu có mã BKPCB2124001. Lãi suất phát hành thực tế: Trong 12 tháng đầu tiên, lãi suất cố định là 10,5%/năm. Lãi suất trái phiếu từ tháng 12 đến ngày đáo hạn là lãi suất thả nổi và không thấp hơn 10,5%/năm. Rà soát tại Sở Giao dịch Chứng khoán Hà Nội, lần gần nhất BKAV Pro công bố thông tin về tình hình thanh toán gốc, lãi trái phiếu là vào ngày 25.8.2023 qua công văn số 39-2508/CV-BPRO2023. Đến ngày 30/6/2023, công ty đã thanh toán hơn 10 tỉ đồng tiền lãi trái phiếu. Tuy nhiên, kết quả thanh toán gốc để trống mặc dù lô trái phiếu 170 tỉ đồng đã đến hạn phải thanh toán. Cũng trong giai đoạn 6 tháng đầu 2023, BKAV Pro ghi nhận doanh thu giảm 28,1%. Doanh thu kênh phân phối/đại lý giảm 53,8% so với cùng kỳ xuống 12 tỉ đồng. Cũng trong giai đoạn này, biên lợi nhuận gộp kỳ giảm 7,8% so với cùng kỳ xuống 64%; EBITDA giảm 31% so với cùng kỳ xuống 30,5 tỉ đồng; tỉ lệ EBITDA/doanh thu là 58,1%. Tỉ lệ vốn chủ sở hữu/nguồn vốn là 39%. Tỉ trọng nợ vay ngắn hạn (phải trả trong vòng 1 năm) tăng 33% so với cùng kỳ lên 44% do các khoản nợ dài hạn đến hạn.

## Thành viên phát triển
- Nguyễn Tử Quảng
- Đặng Văn Tấn
- Nguyễn Tử Hoàng
- Lê Thanh Nam